# 木村荘十

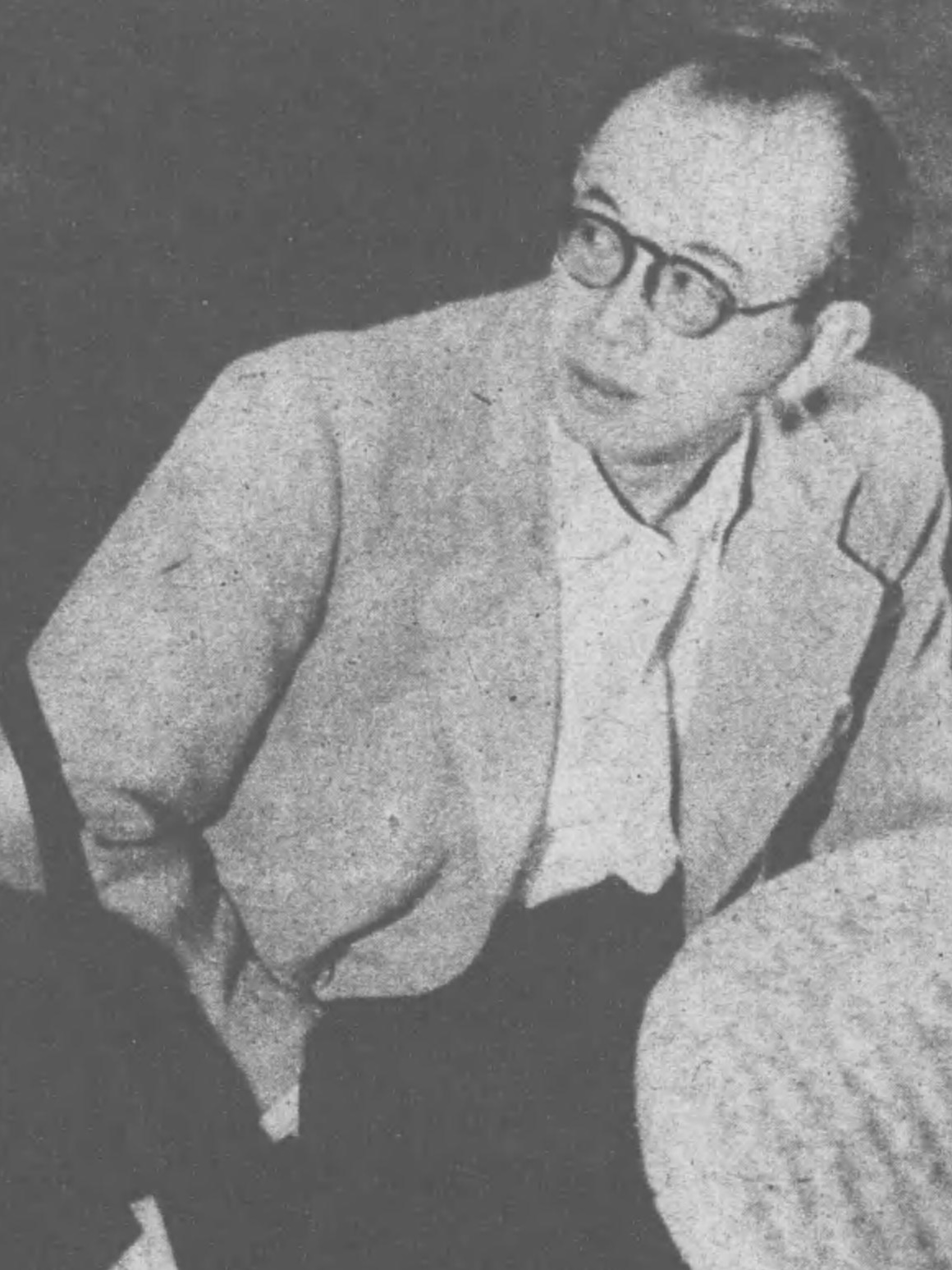
雑誌『富士』より（1952年）

木村 荘十（きむら そうじゅう、1897年1月12日 - 1967年5月6日）は東京府出身の作家。
牛鍋チェーン店「いろは」経営者木村荘平の妾腹の十男として、東京市深川区（現在の東京都江東区）の「いろは」第7支店に生まれる。4歳のとき実母が愛人と失踪したため、東京市浅草区（東京都台東区）吉原日本堤の"いろは"第9支店に預けられ、そこが人手に渡ると、ただちに裏の家へと預けられて育った。
慶應義塾大学中退。異母兄の第2代木村荘平と不和を生じて骨董店の店員となり、政治家の愛人と密通して共に渡満。新聞記者生活や満蒙評論社経営を経験。満洲では実母と再会し、彼女の死に水を取った。
別の女性と帰国した後、小説執筆に専念し、1932年、『血縁』でサンデー毎日大衆文芸賞を受ける。1941年、『雲南守備兵』で直木賞を受賞。
他の作品に自伝小説『嗤う自画像』など。異母姉木村曙や異母兄木村荘太も作家。異母兄木村荘八は画家。異母弟木村荘十二は映画監督。

## 著書
- 楽土哀史・国境 新鋭大衆小説全集 第15巻 アトリエ社、1937
- 赤道海流 富士出版社 1940
- 成瀬一等兵曹 博文館 1941.9
- 大地は轟く 大都書房 1942
- ベンガル土民兵 大都書房 1942
- 大陸挺身隊 成武堂 1942 (国防文芸叢書)
- 美しき海戦 興亜日本社 1942
- 亜細亜横断 博文館 1942 (少国民文芸叢書)
- 捕物絵師 誠光社 1948
- 痴情 岡倉書房 1948
- 秘境に咲く華 少年少女快侠小説 梧桐書院 1948
- 魔境五千哩 光文社(少年文庫 1955
- 浪人街道  桃源社 1955
- ぎやまん屋敷 同光社 1956
- 偽装の花嫁 学風書院 1956
- 私は自由です 穂高書房 1958
- 嗤う自画像 雪華社 1959
- 黄金地獄 桃源社 1960
- 庖丁太閤記 調理師界の王将 小泉皓一郎伝 鏡浦書房(現代人物伝) 1966